# HERO (robô)

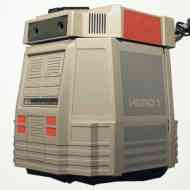
Hero1

HERO (Heathkit Educational RObot) é uma série de vários robôs educacionais vendidos pela Heathkit durante a década de 1980. A Heath Company iniciou o projeto HERO 1 em outubro de 1979, com o primeiro lançamento em 1982. Os modelos incluem o HERO 1, o HERO Jr. e o HERO 2000. Heathkit apoiou a linha de robôs HERO até 1995. Todos os três foram produzidos como kits, ou por mais dinheiro, pré-fabricados pela Heathkit. Os modelos da década de 1980 são considerados itens de colecionador, devido a sua raridade. Em sua maioria, não conseguem realizar tarefas práticas, mas são mais voltadas para o entretenimento e, sobretudo, para a educação.

### Em geral
- Robôs Heathkit na Robot Gallery
- Fonte da Web do Robô Herói
- Família de robôs heróis antigos
- Grupo de usuários de proprietários de robôs Heathkit HERO

### HERO 1 (ET-18)
- Demonstração em vídeo do HERO 1 (início às 12h30)
- Robôs Heathkit HERO 1 - Robôs de treinamento educacional Heathkit vintage (HERO 1) ET-18 ETW-18
- Digitalização do folheto original do Hero 1

### HERO Jr. (RT-1)
- Heathkit Zenith HERO JR Robot! no YouTube

### HERO 2000 (ET-19)
- Robôs Heathkit Hero 2000